# Cerro Branqui
Cerro Branqui är ett berg i Argentina, på gränsen till Bolivia. Det ligger i den norra delen av landet, 1 600 km nordväst om huvudstaden Buenos Aires. Toppen på Cerro Branqui är 3 482 meter över havet.
Terrängen runt Cerro Branqui är varierad. Trakten runt Cerro Branqui är nära nog obefolkad, med mindre än två invånare per kvadratkilometer.. Det finns inga samhällen i närheten.
Omgivningarna runt Cerro Branqui är i huvudsak ett öppet busklandskap.